# 조용민
조용민(1992년 1월 15일 ~ )는 대한민국의 축구 선수로, 포지션은 공격수이다.